# Абаев, Николай Вячеславович
Никола́й Вячесла́вович Аба́ев (7 октября 1949, с. Тоора-Хем, Тоджинский район, Тувинская АО, РСФСР, СССР — 14 октября 2020, Улан-Удэ) — советский и российский востоковед, буддолог, китаевед, исследователь чань-буддизма и тенгрианства. Доктор исторических наук, профессор. Профессор кафедры философии Тувинского государственного университета, заведующий лабораторией кочевых цивилизаций ТывГУ. Заслуженный деятель науки Республики Тыва. Почётный доктор буддийской философии Института буддизма Буддийской традиционной сангхи России. Бывший депутат Великого Хурала (парламента) Республики Тыва. Один из авторов словаря «Буддизм» и энциклопедического словаря «Китайская философия».

## Биография
В 1966 году поступил на Восточный факультет Дальневосточного государственного университета, который окончил в 1972 г., получив диплом историка-востоковеда со знанием китайского, японского и английского языков. Следуя своему давнему интересу к буддийской философии, в 1974 году перевёлся из ДВГУ в Бурятский институт общественных наук в сектор буддологии, а затем — в аспирантуру Института востоковедения АН СССР. В 1978 году защитил диссертацию на соискание учёной степени кандидата исторических наук по теме «Соотношение теории и практики в чань-буддизме (на материале „Линь-цзи лу“, IX в. н. э.)». В 1992 году защитил диссертацию на соискание учёной степени доктора исторических наук по теме «Чань-буддийские традиции в истории средневекового китайского общества».
Член объединённого диссертационного совета Д 999.029.02 Сибирского федерального университета и Тувинского государственного университета.
Один из учредителей и член правления «Международного фонда исследования Тенгри».
В конце жизни оказался в сложной жизненной ситуации: не имел собственного жилья, жил в одиночестве на съёмных квартирах в условиях психического стресса. Оставшись без работы и оказавшись в условиях самоизоляции без социального общения, учёный покончил с собой.

## Научная деятельность
Во второй половине 1970-х Николай Абаев начал активно изучать дальневосточный буддизм, появились его первые научные публикации (статьи в буддологических сборниках и книги) по чань-буддизму. Многие работы учёного посвящены изучению тэнгрианства, в частности, Н. Абаев считал, что тэнгрианская цивилизация сформировалась как цивилизация сугубо традиционная и «кочевническая». Учёный является автором известного термина «культура психической деятельности».

## Отзывы
Буддолог и синолог Е. А. Торчинов оценивал монографию Николая Абаева «Чань-буддизм и культура психической деятельности в средневековом Китае», вышедшую в 1983 году (второе издание — 1989) как «весьма содержательную» и имеющую ряд достоинств. В то же время Торчинов указывал на «излишнюю концептуальную зависимость» Абаева от работ и взглядов «Д. Т. Судзуки, А. Уоттса и других зарубежных популяризаторов дзэн».

## Научные труды
Николай Абаев опубликовал более трёхсот научных публикаций на русском, английском, корейском, китайском, монгольском, болгарском и др. языках.

### Монографии
- Абаев Н. В. Чань-буддизм и культура психической деятельности в средневековом Китае / Отв. ред. Л. П. Делюсин. — Новосибирск: Наука : Сиб. отд-ние, 1983. — 123 с.
- Абаев Н. В. Чань-буддизм и культурно-психологические традиции в средневековом Китае / Отв. ред. Л. П. Делюсин; АН СССР, Сибирское отд-ние, Бурятского ин-т обществ. наук. — 2-е изд., перераб. и доп. — Новосибирск: Наука, 1989. — 271 с. — ISBN 5-02-029186-2.
- Абаев Н. В., Горбунов И. В. Сунь Лутан о философско-психологических основах "внутренних" школ у-шу / Российская акад. наук, Сибирское отд-ние, Бурятский ин-т обществ. наук. — Новосибирск: Наука, Сибирское отд-ние, 1992. — 168 с. — ISBN 5-02-029746-1.
- Абаев Н. В. Концепция «просветления» в «Махаяна-шрад-дхотпадашастре» // Психологические аспекты буддизма. — Новосибирск: Наука, 1986.
- Абаев Н. В. Цивилизационная геополитика народов Алтай-Байкальского региона и Центральной Азии. — Кызыл: Изд-во ТывГУ, 2007. — 160 с. — ISBN 5-91178-013-5.
- Абаев Н. В., Аюпов Н. Г. Тэнгрианская цивилизация в духовно-культурном и геополитическом пространстве Центральной Азии / Междунар. Фонд по изучению Тенгри, Фонд Центрально-Евразийского наследия. — Абакан: Лаб. «кочевых» цивилизаций ТывГУ, 2009. — 21 с. (недоступная ссылка)
- Абаев Н. В., Опей-оол У. П. Тэнгрианство, буддизм и экологические культы в Центральной Азии и Транс-Саянии. — Кызыл: Нац. музей Республики Тыва, 2009. — 143 с.
- Абаев Н. В., Аюпов Н. Г. Этноэкологические традиции тюрко-монгольских народов в тэнгрианско-буддийской цивилизации Внутренней Азии : издание научное (монография). — Кызыл: Ред.-изд. отд. ТывГУ, 2010. — 135 с. — ISBN 978-5-91178-040-1.
- Абаев Н. В., Хомушку О. М. Духовно-культурные традиции в геополитическом и цивилизационном пространстве Центральной Азии и Саяно-Алтая: монографическое исследование. — Кызыл: ТывГУ, 2010. — 283 с.
- Абаев Н. В. Влияние тэнгриантства на экологическую культуру и этногенез тюрко-монгольских народов Алтай-Байкалии: издание научное : (монография). — Н. Новгород: MOBY publishing, 2011. — 150 с. — ISBN 978-5-4434-0002-0.
- Абаев Н. В. Культ священных гор и тэнгрианский эпос бурят-монголов. — Иркутск: Оттиск, 2014. — 127 с. — ISBN 978-5-90584787-5.
- Абаев Н. В. Архаические формы религии и тэнгрианство в этнокультурогенезе народов Внутренней Азии / отв. ред. Н. И. Атанов. — Улан-Удэ: Бурятский государственный университет, 2015. — 248 с. — ISBN 978-5-9793-0762-6.
- Абаев Н. В., Хобраков Ц. С. Бурят-монгольская школа единоборства "Шонын-баша" (Стиль Небесного Волка) / Бурятский гос. ун-т, Ин-т Внутренней Азии, Лаб. цивилизационной геополитики Евразии. — Улан-Удэ: Изд-во Бурятского государственного университета, 2015. — 145 с. — ISBN 978-5-9793-0725-1.
- Абаев Н. В. Этимологический словарь тэнгрианских терминов бурят-монголов. // Вестник Бурятского государственного университета. Сер.: Гуманитарные исследования Внутренней Азии. — 2017. — Вып. № 1. — С. 106—112.; Вып. № 2. — С. 110—112.; Вып. № 4. — С. 111—112. — ISSN 2305-753X
  - Абаев Н. В. Этимологический словарь тэнгрианских терминов бурят-монголов. / Лаборатория БГУ. — Улан-Удэ : ООО «Амирит» ; Raleigh, NC : Lulu Press, Inc., 2019. — 120 с. — ISBN 978-0-244-44858-5. — ISBN 978-0-244-74858-6.

### Статьи
на русском языке
- Абаев Н. В. О соотношении теории и практики в чань-буддизме // 7-я науч. конф. «Общество и государство в Китае». — М.: Наука, 1976. — С. 618—625.
- Абаев Н. В. Влияние чань-буддизма на тайные религиозные общества группы Байлянь // Проблемы современного Китая: Сб. ст. по материалам VII науч. конф. молодых науч. сотр. ИДВ АН СССР, март 1976 г.. — М., 1977. — С. 69—88.
- Абаев Н. В. Чань-буддизм и у-шу // Народы Азии и Африки. — 1981. — № 3. — С. 63—74.
- Абаев Н. В. Человек и природа в даосизме и буддизме // Общественные науки за рубежом. Сер. 9. Востоковедение и африканистика. — М., 1981. — № 2. — С. 213—217.
- Абаев Н. В. О некоторых философско-психологических аспектах чаньских военно-прикладных искусств // Общество и государство в Китае. — М.: Наука, 1981. — С. 221—234.
- Абаев Н. В. Даосские истоки китайских у-шу // Дао и даосизм в Китае. — М.: Наука, 1982. — С. 244—257.
- Абаев Н. В. О культуре психической деятельности в традиционном Китае // XIII науч. конф. «Общество и государство в Китае». — М., 1982. — С. 161—166.
- * Абаев Н. В. Об искусстве психической саморегуляции (айкидо, каратэ) // Наука в Сибири. — 1983. — № 2. — С. 7.
- Фельдман В. Р., Абаев Н. В. Цивилизация народов Центральной Азии: субстанциональные основания бытия // Вестник Бурятского государственного университета. — 2014. — № 6 (1). — С. 3—8.
- Абаев Н. В. Тэнгрианство, митраизм и общие этнокультурные истоки туранскоарийской цивилизации Центральной и Внутренней Азии // Вестник Бурятского государственного университета. — 2015. — № 3. — С. 42—59.

на других языках
- Abaev N. V. Geopolitical and Ethnocultural Aspects of Russian Border Area Regional Security under the Circumstances of Socio-Cultural Transit of Eurasian Civilization // Journal of Siberian Federal University. Humanities & Social Sciences. — 2013. — Vol. 6, № 5. — С. 724—734. — ISSN 1997-1370.
- Abaev N. V., Zhuk O. V. Historiography of the Old Belief and Researchers Coming from the Old Believers in the Baikal Region // Journal of Siberian Federal University. Humanities & Social Sciences. — 2018. — Vol. 11, № 8. — С. 1174—1187. — ISSN 1997-1370. — doi:10.17516/1997-1370-0300.